# Agènere
Agènere és una persona que no s'identifica amb cap gènere. La seva identitat de gènere no correspon a cap dels dos rols de gènere tradicionals, ni el femení ni el masculí, propis del binarisme de gènere. En el passat s'havia patologitzat per la psiquiatria i la psicologia occidentals, sent les persones agènere considerades malaltes, a les quals s'assignaven diagnosis imprecises com per exemple "trastorn dissociatiu" o "trastorn de somatització". Cal no confondre-ho amb asexualitat.
Agènere és un dels 50 gèneres disponibles afegits el 13 de febrer de 2014 a la versió anglesa de Facebook. També està disponible com a opció de gènere a OkCupid des del 17 de novembre de 2014.

Bandera agènere

## Etimologia
"Agènere" en català és un neologisme format per la partícula 'a-', que vol dir "sense", i el mot 'gènere'.